# Shangyoujiang Shuiku
Shangyoujiang Shuiku (kinesiska: 上犹江水库) är en reservoar i Kina. Den ligger i provinsen Jiangxi, i den sydöstra delen av landet, omkring 350 kilometer sydväst om provinshuvudstaden Nanchang. Shangyoujiang Shuiku ligger 219 meter över havet. I omgivningarna runt Shangyoujiang Shuiku växer i huvudsak blandskog.
Genomsnittlig årsnederbörd är 1 813 millimeter. Den regnigaste månaden är maj, med i genomsnitt 285 mm nederbörd, och den torraste är oktober, med 16 mm nederbörd.